# Provence okker sziklái
Rustrel okker sziklái (franciául: ocres de Rustrel), vagy Provence-i Colorado (franciául: Colorado provençal): egy több mint 30 hektárnyi terület Rustrel település közelében, Vaucluse megyében, a Provence-Alpes-Côte d’Azur régióban. Az itteni geológiai képződmények együttese ma turisztikai látványosság. 
A színes és meglepő formájú alakzatokat részben az erózió, részben pedig emberi tevékenység hozta létre. A 17. század végétől 1992-ig okker festékanyagot vontak ki a tengeri üledékes homokkőből, amelynek csak 10%-a okker. A természetes okker goethitet, agyagot (kaolint) és kvarcot tartalmaz. A vas-oxidnak (goethit) köszönhető a sárga színe, az alumínium-szilikát biztosítja a pigment jó fedőképességét. Az okker vörös színe az évezredek során a felszínen lejátszódott oxidáció eredménye.

## Képek

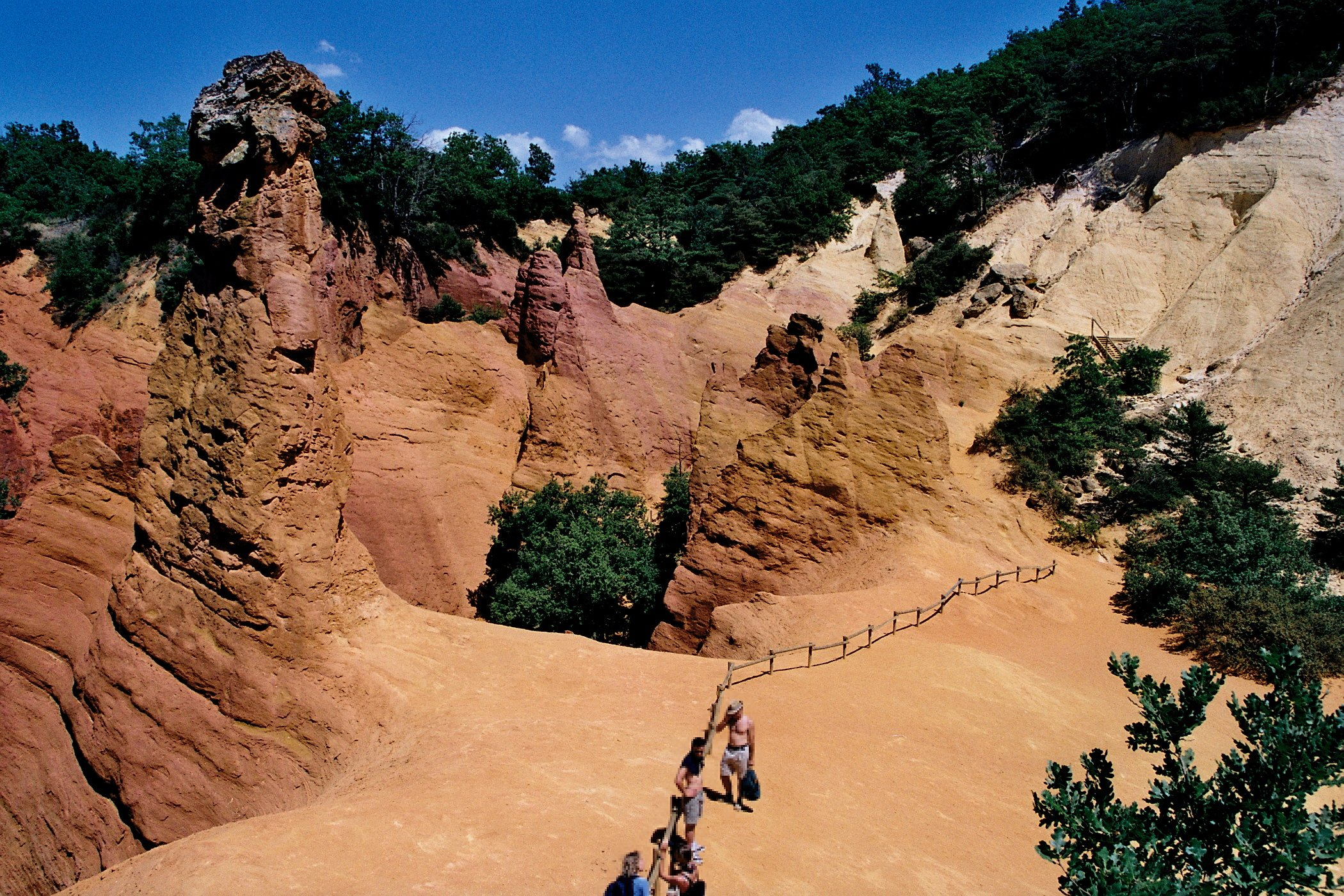
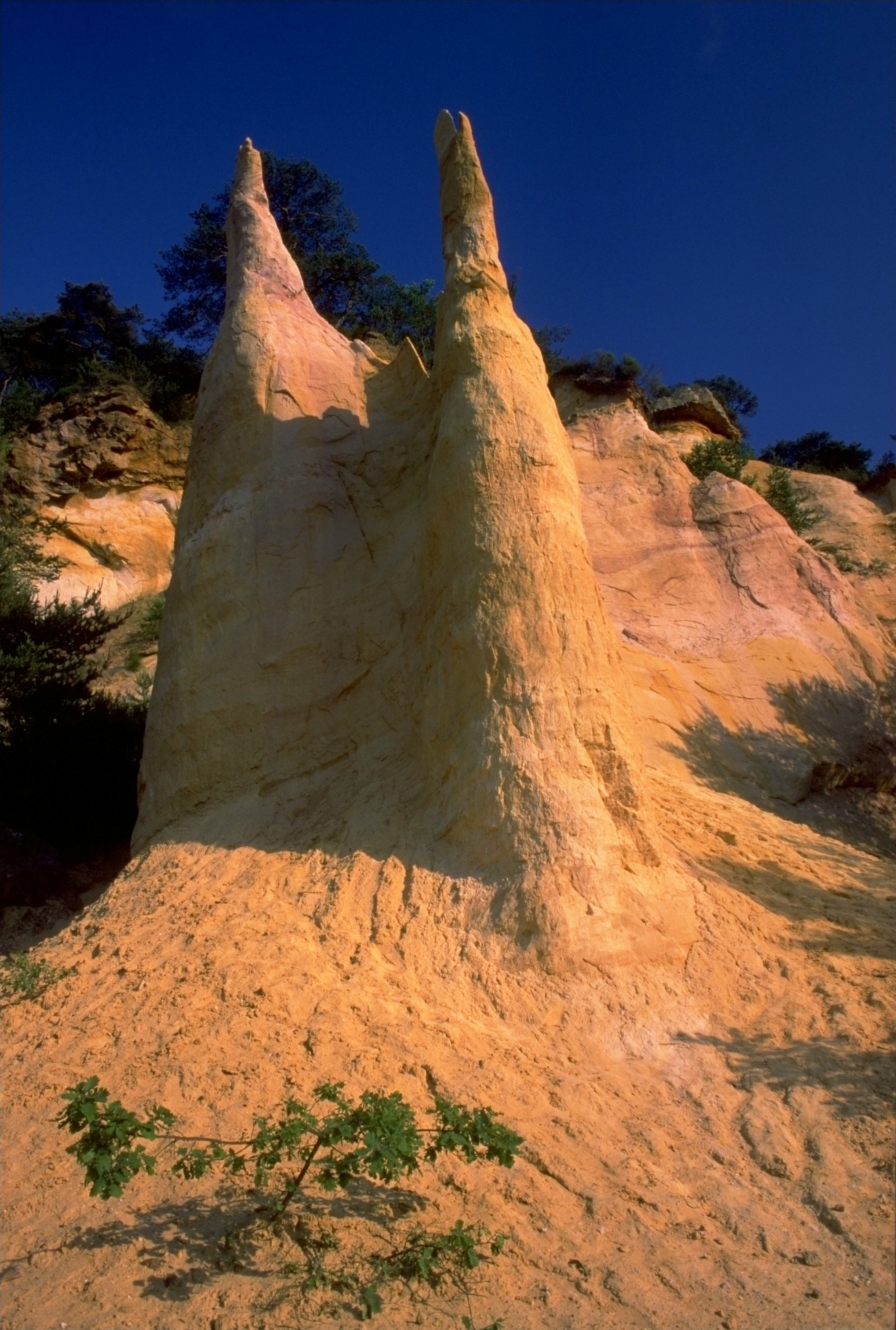
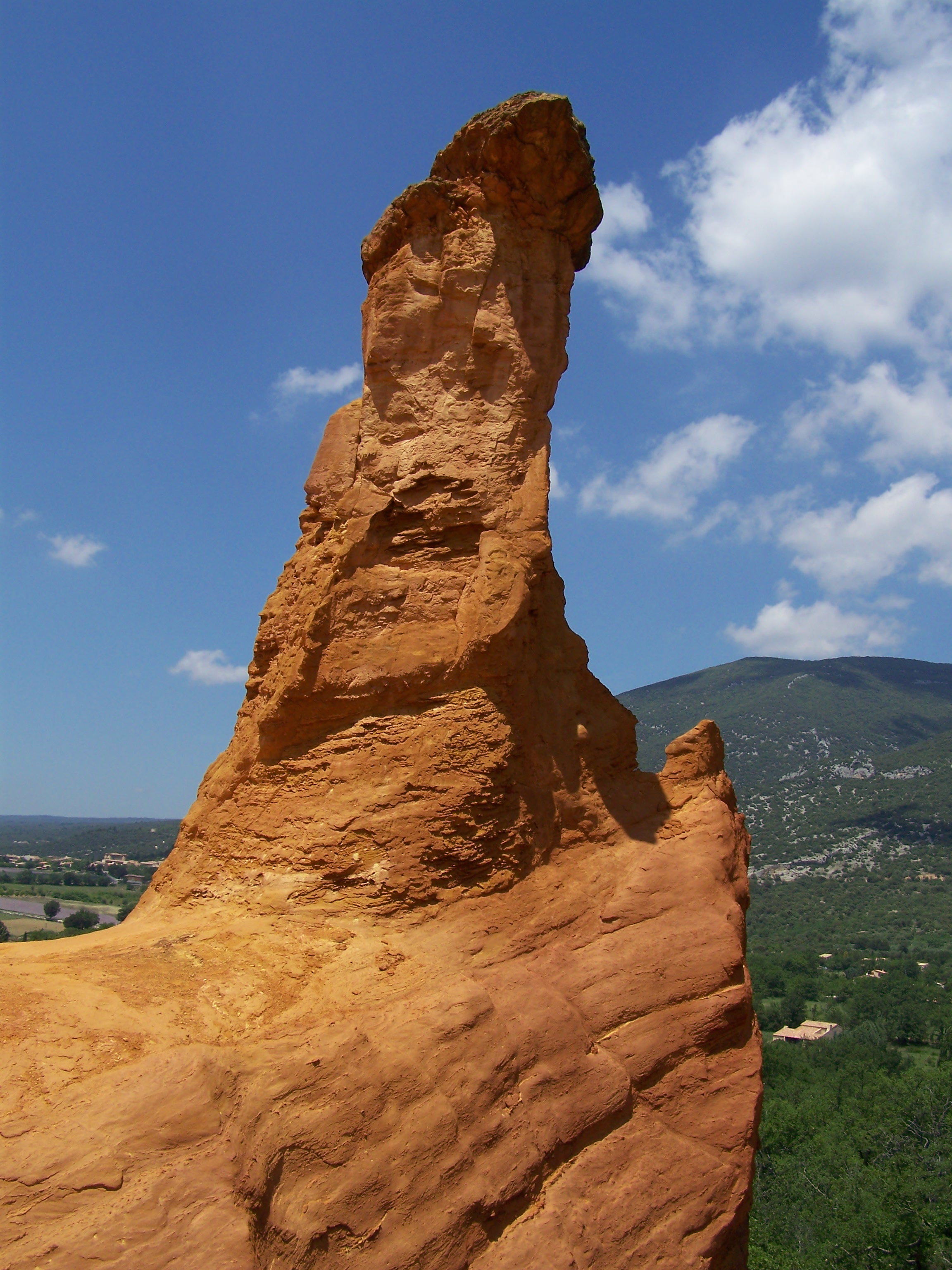